# Емілія Плятер
Графиня Емілія Плятер гербу Плятер (13 листопада 1806, Вільно — 23 грудня 1831, Юстянів поблизу Копце) — національна героїня Білорусі, Литви і Польщі, фольклористка. Капітан польського війська, яка відзначилася хоробрістю та патріотизмом у Листопадовому повстанні 1830-31 років. Її історія стала символом жіночої боротьби за національну справу та надихнула численні твори мистецтва й літератури.

## Дитинство і ранні роки
Графиня Емілія Брoель-Плятер (литовською: Emilija Pliaterytė) народилася 13 листопада 1806 року у Вільно, який тоді належав Російській імперії, в сім'ї Анни вон дер Могль (1785-1830) і Францішека Ксаверія Плятера (1785-1837). Походила з шляхетної польсько-литовської родини Плятерів, яка мала німецьке коріння з Вестфалії, але була повністю полонізована. Після розлучення батьків, Емілія у віці дев'яти років переїхала з матір'ю до родичів Плятерів-Зібергів у їхній родовий маєток Ліксна, поблизу Динабурга (сучасний Даугавпілс).
В юності Емілія отримала гарну освіту, цікавилася літературою та історією, писала вірші. Однак, на відміну від більшості дівчат її статусу, вона також захоплювалася верховою їздою, фехтуванням та полюванням. Її ідеалами були жінки-воїтельниці, зокрема Жанна д'Арк, також захоплювалася Тадеушем Костюшком і Ласкаріною Бубуліною. Виховуючись у патріотичних традиціях, Емілія з часом стала символом боротьби за національну справу.
На формування особистості Емілії і на її подальшу діяльність справило вплив її зацікавлення історією. Вона підтримувала молодіжний і патріотичний рух, читала лекції філоматів і філаретів, захоплювалася працями романтиків, зокрема, Ґете і Шіллера.
Цікавилася життям сільського населення. Зібрала чимало записів текстів народних пісень. У 1823 році тривалий час перебувала в Дусятах у тітки Аполінарії, разом із синами якої Цезарієм і Владиславом вивчали життя селян.
Протягом 1824—1829 років подорожувала Лівонією, Литвою і Білоруссю. Останню перед повстанням подорож здійснила до Варшави, Ченстохови і Кракова.

## Участь у Листопадовому повстанні

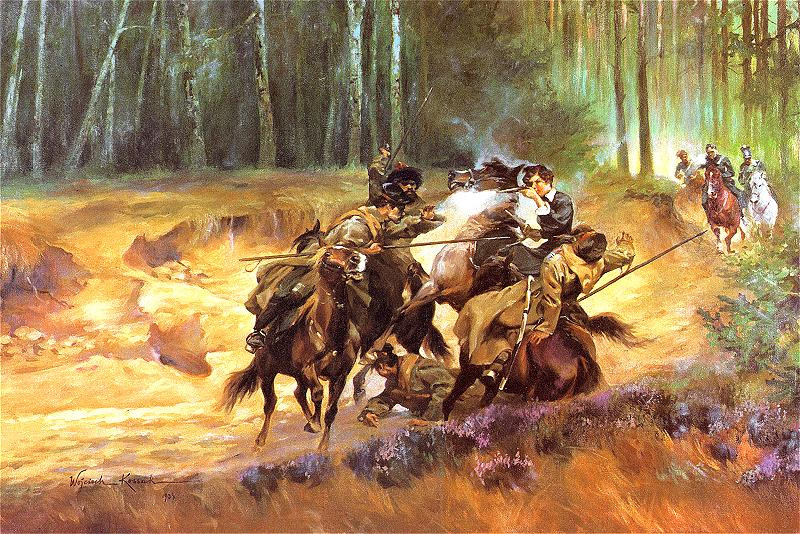
Емілія Плятер у бою під Шауляєм, автор Войцех Коссак

У своїй записці від 25 березня 1831 року, написаній у маєтку Антазаве, Плятер стверджувала, що участь у повстанні було виключно її ідеєю і що вона все життя мріяла піти на війну. Вона коротко обрізала волосся, підготувала собі уніформу та організувала й озброїла групу добровольців.
30 березня її група напала на поштову станцію в Даугайляї і таким чином захопила коней для пересування свого підрозділу. 4 квітня вона підписала документ про вступ до повстанських сил. Також ходили чутки, що її підрозділ захопив місто Зарасай, але історики не мають спільної думки, чи ця подія справді відбулася.
Емілія планувала захопити Даугавпілс, де двоє її кузенів, Люціян та Фердинанд Плятери, навчалися у військовій школі та сподівалися доєднатися до повстання зсередини. Однак Емілія дізналася, що місто захищав потужний гарнізон і воно було неприступним для атаки такою малою силою, як її підрозділ, тому від цього плану відмовилися.
Її підрозділ налічував 280 піхотинців, 60 кавалеристів і кілька сотень селян, озброєних косами. Після зміни планів вона направилася до Самоґітії та потім до Паневежиса, де 30 квітня об'єдналася з підрозділом під командуванням Кароля Залуського.

### Військова кар'єра
У травні 1831 року Плятер була призначена командиром 1-ї роти 25-го Литовського піхотного полку, її підвищили до звання капітана, що було найвищим званням, присвоєним жінці на той час. Її супутницю Марію Рашанович підвищили до рангу поручика (лейтенанта). Вона провела деякий час у Каунасі, перш ніж повстанці відступили в кінці червня.
8 липня повстанці спробували захопити Шяуляй, але були розбиті росіянами. Підрозділ Плятер відповідав за захист обозу з припасами. Коли на обоз напали, близько 300 повстанців загинули, а припаси були захоплені росіянами.

### Останні дні та смерть
9 липня 1831 року генерал Хлаповський перейшов кордон до Пруссії, де його інтернували. Плятер критикувала це рішення і відмовилася виконувати накази, натомість спробувала прорватися до Варшави і продовжити боротьбу. Однак Емілія серйозно захворіла. Повстання закінчилося в жовтні, і поразка погіршила стан Емілії, і 23 грудня 1831 року вона померла в маєтку Юстінавас родини Абламовичів. Її поховали в невеликому містечку Капчамієстіс поблизу Лаздияй. Після поразки повстання її маєток був конфіскований російською владою.